# 对比 (音乐)
在音乐中，对比手法是原始主题的出新发展，是寻求音乐进一步发展的必要手段。对比手法常见有派生对比和全新对比。派生对比作为继承化的出新可使前后乐思的发展融会贯通。如柴可夫斯基钢琴曲《四月》，由第9小节开始的第二乐句是在第一乐句基础上发展的，前后乐句在织体的韵律、旋律的节奏以及旋律中和弦外音的处理等方面都是一致的，然而在旋律线的走向、声部的安排以及乐句半终止的处理上又有着明显的不同。全新材料对比的例子可参见贝多芬《♭E大调第四钢琴奏鸣曲》第二乐章前8小节主题，在这一主题的前4小节与后4小节在旋律性格、节奏、演奏法等方面都形成鲜明对比，作曲家在第4与第5小节之间用D2-T6。的进行，使加强其融和性。